# Diaphorina euryopsi
Diaphorina euryopsi är en insektsart som beskrevs av Franklin William Pettey 1933. Diaphorina euryopsi ingår i släktet Diaphorina och familjen rundbladloppor. Inga underarter finns listade i Catalogue of Life.